# Qugongli
Unter dem Begriff Qugongli versteht man eine Begrüßungsform im chinesischen Kampfsport. Grundhaltung ist Baoquanli, bei der zusätzlich eine Verbeugung ausgeführt wird. Wenn man eine Waffe in den Händen hält, verbeugt man sich, ohne das Handzeichen auszuführen.